# Melotron
Para el instrumento musical electrónico, consulta Mellotron.
Melotron es una banda de futurepop y synth pop proveniente de Alemania, formada en 1995 por Andy Krüger, Edgar Slatnow y Kay Hildebrandt, comenzando su carrera musical a una edad temprana. Pero, al contrario de muchos colegas, decidieron dejar de lado el idioma inglés adoptado por la mayoría de las bandas de su país, y comunicarse en su lengua natal, el alemán. Pronto las compañías discográficas tomaron nota de la banda, y las ofertas para grabar comenzaron a aparecer.

## Historia
Aún sin un sello discográfico que los apoyara, el grupo logra presentarse en importantes escenarios en su natal Alemania; incluso comparte el escenario con la legendaria banda, Alphaville. Durante sus presentaciones logran vender más de 1000 copias de su maqueta, lo cual demuestra el gran impacto que causó el grupo con su propio estilo de synth pop. 
En 1996, el grupo convence al reconocido productor alemán Olaf Wollschläger para trabajar en su álbum debut Mörderwerk. Durante este año la banda descansa de los escenarios y se concentra solamente en el estudio de grabación. 
Durante 1997, aún trabajando en el álbum, el trío decide presentarse en diversos festivales en Alemania y el sello Zoth Ommog/Music Research comienza a tener conversaciones con el grupo para el lanzamiento del ansiado material discográfico. 
Finalmente en 1998, el primer sencillo Dein Meister sale a la venta bajo el sello Zoth Ommog y logra entrar en las listas de éxito alternativas. El grupo se presenta en algunas ocasiones como telonero dentro de la gira Re:Boot del grupo de culto Front 242. 
En marzo de 1999 finalmente sale a la luz el álbum Mörderwerk y posteriormente lanzarían el segundo sencillo Der Blaue Planet, versión de la banda Karat. En este año, el grupo logra mayor aceptación durante sus presentaciones en diversos festivales en Europa. Sin embargo, el tercer sencillo Kindertraum causa controversia entre los seguidores del grupo ya que su sonido es considerado demasiado suave; aun así, este es el sencillo más exitoso en cuanto a ventas se refiere. No hay descanso para el grupo, ya que a finales de este año deciden entrar al estudio de grabación para comenzar a trabajar en su segundo álbum, Fortschritt. 
El primer sencillo del segundo material discográfico, Tanz mit dem Teufel, es editado a principios de 2000, causando gran aceptación entre los seguidores y la crítica. En febrero de este año lanzan Fortschritt, el cual marca una evolución en el sonido del grupo, ya que deciden invitar a otros músicos y crear un sonido más experimental. Este segundo álbum es editado por el nuevo sello alemán Bloodline Records, ya que su sello anterior había desaparecido. El grupo se embarca en su propia gira por Europa, incrementando cada vez más el número de seguidores y ganándose el respeto dentro de la escena electrónica. 
E.P. Sode 3, su primer EP, es lanzado al mercado antes de terminar ese año y realizan con gran éxito, una pequeña gira por Alemania. El año siguiente solo marca el lanzamiento de un nuevo EP, titulado Brüder, el cual se coloca dentro de los primeros cinco lugares de las listas de éxito alternativas. Durante este año, el grupo cambia nuevamente de compañía discográfica y actualmente el sello alemán SPV está a cargo de los lanzamientos de la banda. En junio se edita el sencillo Gib Mir Alles, en el cual el grupo presenta un sonido más moderno, optimista y bailable.
En 2002 firman con el sello SPV, y lanzan Weltfrieden, su tercer trabajo, donde Melotron se adentra en otros géneros musicales, demostrando que la música electrónica puede ser diversa y contemporánea al mismo tiempo.
Su cuarto disco, Sternenstaub, fue publicado solo un año después, siguiendo una larga gira por Estados Unidos y Canadá, donde son distribuidos por el sello independiente más importante, Metropolis Records. La gira también llevó a Melotron por Europa Oriental, Escandinavia, Israel y Sudamérica.
Melotron también se ha presentado en importantes festivales de música gótica, electro-industrial, entre los que destacan el Festival Wave-Gotik-Treffen en 1999, 2003,
2004 y 2005 y el M'era Luna Festival en 2001, 2003 y 2005.
Prácticamente todas las letras de sus canciones están cantadas en alemán; no obstante lo anterior, en su último álbum, Propaganda, publicado en 2007, Broken fue cantada completamente en inglés.

## Álbumes
- Mörderwerk (1999).
- Fortschritt (2000).
- Weltfrieden (2002).
- Sternenstaub (2003).
- Cliché (2005).
- Propaganda (2007).
- Werkschau  (2014).
- Für Alle  (2018).

## Sencillos
- Dein Meister (1998).
- Der Blaue Planet (1999).
- Kindertraum V1 (1999).
- Kindertraum V2 (1999).
- DJ Traum (1999).
- Tanz mit dem Teufel (2000).
- E.P. Sode 3 (2000).
- Brüder (2001).
- Gib Mir Alles (2002).
- Folge Mir Ins Licht (2003).
- Kein Problem (2003).
- Wenn wir wollten (2005).
- Das Herz (2007).
- Liebe ist Notwehr (2007).